# La vita è altrove
La vita è altrove (lingua ceca Život je jinde) è un romanzo di Milan Kundera pubblicato per la prima volta in Francia nel 1973 e in Italia nel 1987 da Adelphi.

## Titolo
Il titolo che Kundera inizialmente aveva immaginato per il romanzo era L'età lirica, poi cambiato dall'editore in La vita è altrove. Nella prefazione Kundera spiega il senso del primo titolo, vedendo nel personaggio Jaromil un chiaro esempio di quello che chiama "atteggiamento lirico": qualcosa di indissolubilmente legato a parole come madre, giovinezza, rivoluzione, e che pervade tutti i Rimbaud, Shelley, Lermontov, ed è anche la loro rovina.

## Trama
Il romanzo, ambientato in Cecoslovacchia tra gli anni trenta e la fine degli anni quaranta, racconta la storia della breve vita del giovane Jaromil, che Kundera chiama il poeta.
Jaromil è figlio unico e viene cresciuto come un bambino viziato da una madre protettiva, la cui ingombrante presenza lo seguirà fino al momento della morte. Durante la prima adolescenza subisce cocenti delusioni, che lo portano ad evadere dalla realtà scrivendo poesie e racconti, e creando un giovane personaggio vincente, Xaver, le cui avventure non sono altro che sogni che si susseguono senza che lui si svegli mai, si annoi mai: è il simbolo della vita vissuta appieno. Jaromil si immedesima a tal punto nel suo personaggio da arrivare a immaginare di vivere una vita parallela poetica e romantica, che fa da contraltare a una realtà che lo lascia profondamente insoddisfatto e infelice.
Durante gli anni del secondo dopoguerra, con la presa del potere da parte dei comunisti in Cecoslovacchia, il protagonista riesce a conquistare il successo nel ruolo di poeta di regime, abbandonando le forme poetiche considerate dal socialismo reale come segno della decadenza borghese. A tal proposito, l'autore arriva a scrivere: «Forse polizia e poesia vanno molto più d’accordo di quanto alcuni non pensino». Assorbito da un coinvolgente idealismo comunista e inebriato dal successo ottenuto come poeta, Jaromil perde ancora di più il contatto con la realtà. Quando arriva a convincersi di essersi completamente identificato con il suo eroe immaginario, Xaver, viene bruscamente riportato alla realtà quando a una festa, in seguito a un breve diverbio riguardante il suo modo di fare poesia legato al regime, viene alle mani con un uomo, dal quale viene umiliato di fronte alla donna di cui era innamorato e chiuso fuori al freddo e al gelo. Il freddo è tale da farlo ammalare, e pochi giorni dopo, a nemmeno vent'anni, il poeta muore.